# Карл Фридрих Целтер
Карл Фридрих Целтер (на немски: Carl Friedrich Zelter, 11 декември 1758 – 15 май 1832) е германски композитор, диригент и учител по музика.

## Биография
Целтер е роден в Берлин. Започва да учи за строител, но се проявява музикалният му талант. Започва да учи композиция при Карл Фридрих Кристиан Фаш, присъединявайки се към Берлинската певческа академия (Sing-Akademie zu Berlin) през 1791 г. След смъртта на Фаш през 1800 г., Целтер става неин директор. Той основава оркестър, който да акомпанира на дружеството, наречен Рипиншуле (Ripienschule, 1808 г.). През следващите години става виден член на Кралската академия на изкуствата в Берлин и основава Лийдертафел (Liedertafel), за който пише музика. През 1822 г. той основава Кралски институт за църковна музика.
Целтер се сприятелява с Йохан Волфганг Гьоте, включвайки поемите му в творчеството си. По време на творческата си дейност, той композира над 200 песни, а също и кантати, един цигулков концерт и музика за пиано.
Сред учениците на Целтер е Феликс Менделсон Бартолди, Фани Менделсон и Джакомо Майербер. Менделсон навярно е бил любимият ученик на Целтер, който бил впечатлен от възможностите на едва 12-годишното момче. Целтер вдъхва силна любов към музиката на Йохан Себастиан Бах у ученика си, който през 1829 година, изпълнява „Матеус пасион“, с предоставения му хор на Берлинската певческа академия. Това изпълнение слага край на забравата, тегнеща над Баховата музика. Менделсон се надява да поеме ръководство на академията след смъртта на Целтер, но то е поверено на Карл Фридрих Хунгенхаген.
Целтер се жени за популярната оперна певица Юли Папритц през 1796 г., година след смъртта на първата си съпруга Софи Елеонора Фльорике нее Капел.
Тленните останки на Целтер почиват в берлинската църква „Света София“.